# Роик, Николай Владимирович
Николай Владимирович Роик (род. 10 января 1949, Нетечинцы, Виньковецкий район, Хмельницкая область) — украинский ученый в области генетики, цитологии и селекции сахарной свеклы; доктор сельскохозяйственных наук (1991), профессор (2001). Академик (1995), вице-президент Украинской Академии аграрных наук (2001—2006). Глава Украинского общества генетиков и селекционеров им. М. И. Вавилова (2002—2007). Заслуженный деятель науки и техники Украины.

## Биография
Высшее образование получил в Каменец-Подольском сельскохозяйственном институте. После службы в рядах вооруженных сил учился в аспирантуре этого же вуза. В 1977—1980 годах — преподаватель кафедры растениеводства своей альма-матер. Вместе с женой вырастил двух дочерей.

### Научная деятельность
Научная работа посвящена области селекции сахарной свеклы. С 1980 года начал работать в Ялтушковской опытно-селекционной станции Института сахарной свеклы, впоследствии, в 1992—1993 годах был её директором. С 1993 года — директор Института сахарной свеклы.
Николай Роик — автор 17 районированных высокопродуктивных сортов и гибридов. Им выполнены фундаментальные работы по генетической, биотехнологической и физиолого-биохимической технологиям создания новых исходных материалов свеклы с последующим использованием в селекции на гетерозис, иммунитет, устойчивость к неблагоприятным факторам. Им запатентованы принципиально новые способы отбора высокосахарных генотипов, создана генетически раздельная форма свеклы.
Ученый опубликовал 235 научных работ, среди которых 5 монографий, 19 брошюр, 22 научно-методические рекомендации. М. В. Роик имеет 32 патента и 35 авторских свидетельств. Является одним из авторов украинской интенсивной технологии выращивания сахарной свеклы, широко внедренной в производство. Под его руководством институтом разработаны научно обоснованные предложения по выводу свекловичного комплекса Украины из кризисного состояния и дальнейшему его развитию. Также под руководством Н. В. Роика защищены 7 кандидатских и 5 докторских диссертаций, с его участием разработано 25 национальных стандартов Украины.

## Награды
- Орден Дружбы народов (1986)
- Почетная грамота Кабинета Министров Украины (2006)
- Орден «За заслуги» (Украина) II степени (2017)
- Орден «За заслуги» ІІІ степени (2009)